# Операція «Джедбург»

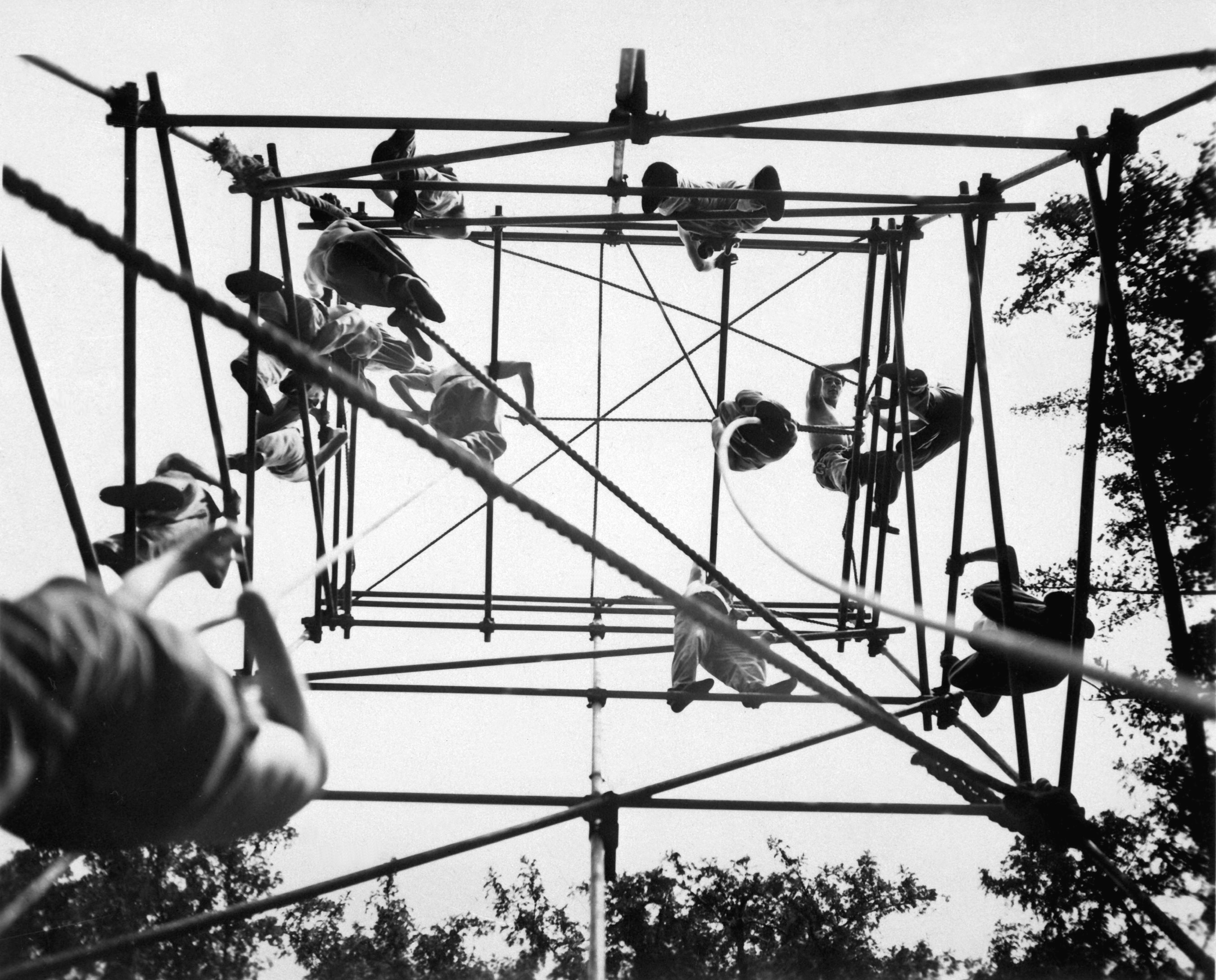
Підготовка особового складу розвідувальних груп

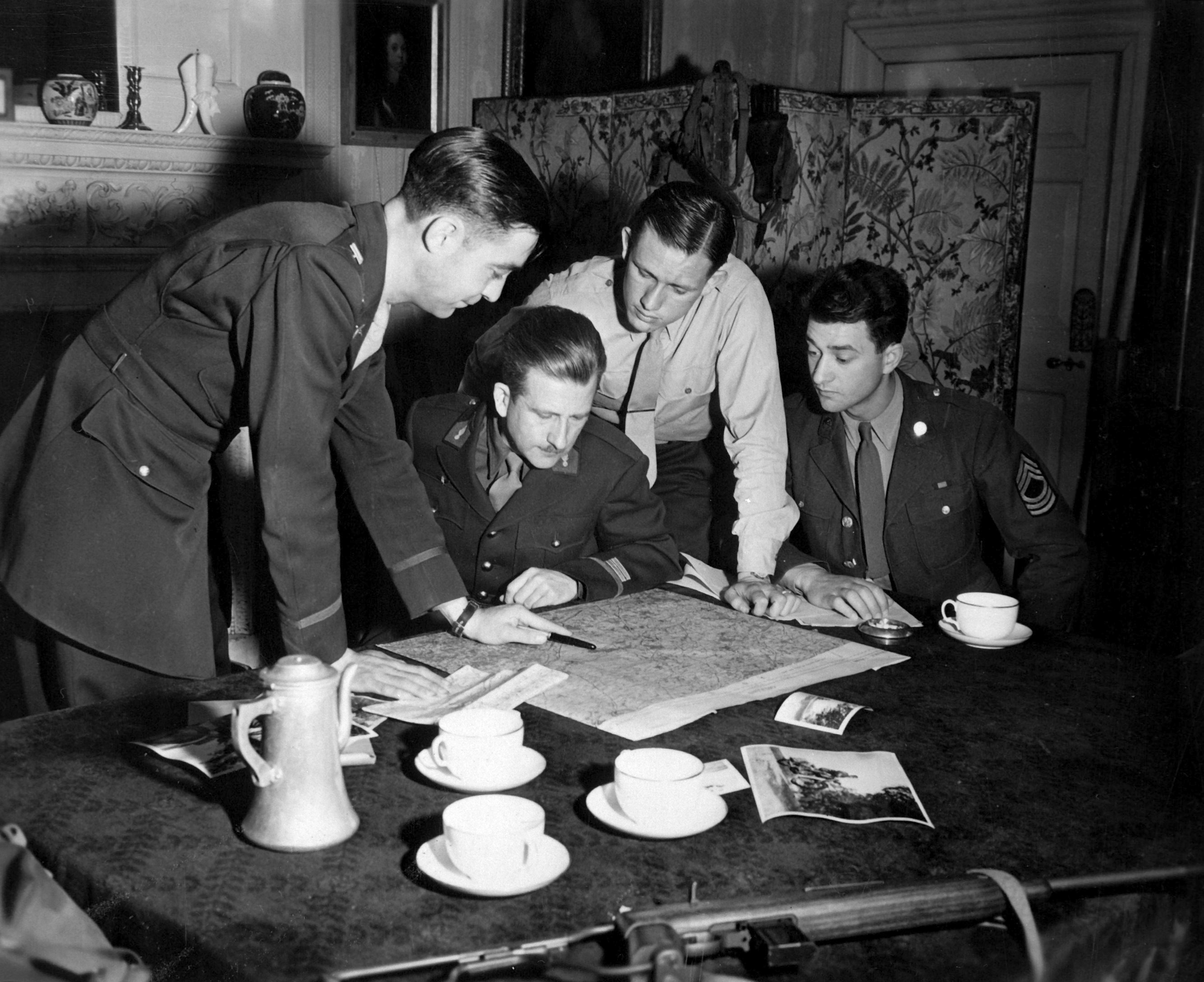
Отримання інструкцій від офіцера-розвідника

Операція «Джедбург» (англ. Operation Jedburgh) — умовне найменування комплексної серії таємних операцій, суспільно проведених союзниками (американський «Офіс стратегічних служб» (англ. Office of Strategic Services), британське «Управління спеціальних операцій» (англ. Special Operations Executive), французьке «Центральне бюро розвідки та операцій» (фр. Bureau Central de Renseignements et d'Action), а також голландська та бельгійська військові розвідки) напередодні вторгнення десанту союзників в Нормандію та надалі, з метою здобування розвідувальних даних, проведення саботажу, диверсій, організації руху опору на території окупованих Франції, Нідерландів та Бельгії.
Перша розвідувально-диверсійна група під кодовою назвою «Х'ю» («Hugh») була десантована парашутним способом в центральній Франції біля Шатору у ніч перед початком операції «Нептун». Загалом протягом червня-грудня 1944 на території 54 департаментів окупованої Франції діяло 93 групи «Джедбург».